# Amietophrynus kisoloensis
Amietophrynus kisoloensis е вид жаба от семейство Крастави жаби (Bufonidae). Видът е незастрашен от изчезване.

## Разпространение
Разпространен е в Демократична република Конго, Замбия, Кения, Малави, Руанда, Танзания и Уганда.